# U-Boot-Patent
Ein U-Boot-Patent ist umgangssprachlich ein Patent, welches zu Beginn eher unbekannt ist und vom Patentinhaber auch nicht verteidigt wird. In dieser Phase wird das patentierte Verfahren (evtl. sogar vom Patentinhaber) in einen Standard integriert. Sobald sich der Standard durchgesetzt hat, macht der Patentinhaber seine Ansprüche aus dem Patenthinterhalt geltend, in der Annahme, dass es für die Betroffenen teurer wäre, den Standard zu ersetzen, als die Lizenzgebühren zu bezahlen.
Praktisch sind dem heutzutage aber Schranken gesetzt, da sich (aufgrund der negativen Erfahrungen mit U-Boot-Patenten) Teilnehmer in Standardisierungsgremien nun in der Regel vertraglich verpflichten müssen, ihre relevanten Patentanmeldungen und Patente bekanntzugeben. Hierfür müssen die Patentinhaber allerdings Mitglieder der Standardisierungsgremien sein. Auch werden Patentanmeldungen 18 Monate nach Anmeldung automatisch veröffentlicht, so dass sie bei einer Patentrecherche in einer Patentdatenbank (wie z. B. im öffentlich zugänglichen Espacenet) gefunden werden. Lediglich in den Vereinigten Staaten konnte bis vor einigen Jahren eine Patentanmeldung über Jahre oder sogar Jahrzehnte hindurch unveröffentlicht am Leben erhalten werden.

## Beispiel
CompuServe und Unisys wird vorgeworfen, diese Taktik beim LZW-Algorithmus, der im Graphics Interchange Format (GIF) Verwendung findet, angewandt zu haben. Die Patente auf den LZW-Algorithmus dieser Firmen sind inzwischen erloschen. Auch ein weiteres Patent, das durch einen Fehler des US-Patentamtes der Firma IBM auf den Algorithmus erteilt wurde, aber wahrscheinlich wegen des früher erteilten Unisys-Patents von Anfang an ungültig war, ist inzwischen erloschen. Der LZW-Algorithmus ist somit nun frei verfügbar.